# MCEM 2衝鋒槍
MCEM 2（英語：Machine Carbine Experimental Model 2，意為：「實驗型卡賓機槍2型」）是一款采用9×19毫米帕拉貝倫口徑手枪子彈的英国製試驗型冲锋枪。

## 設計及歷史
MCEM 2衝鋒槍只是製作了其原型槍以後就沒有生產。但值得一提的是一個事實：它是第一枝使用了包絡式槍機（英語：Telescoping bolt）的衝鋒槍，把槍管的大部份包裹槍機內部，並且把彈匣裝上的位置改為在手槍握把內部以縮短總長度和平衡其重量分佈。不過後來前捷克斯洛伐克製CZ 23至CZ 26衝鋒槍彷製了這種設計，並使得日後的UZI、MAC-10、Steyr MPi 69等大量類似的冲锋枪都使用這設計。
MCEM 2是實驗型衝鋒槍系列的第二個原型設計，在英國1944年設計。有人認為它可能作為一種取代斯登衝鋒槍後服役的新型槍。MCEM 2是由一名波蘭移民，被稱為Podsenkowski的人設計。有人認為，MCEM 2的原型在二戰結束前推出，及其衍生型MCEM 4和MCEM 6戰後不久進行了測試。後者的主要修改是在於不同但是利用不同方式降低其發射速率，包括扳機組件，令其射速由原來的1,000發／分鐘下降到更切合實際需要的700發／分鐘（衝鋒槍的高射速會降低其穩定性及浪費子彈），以及減少全自動射擊時所產生的震動。然而，就算原型槍已經適合通過英國軍隊需要便宜而高可靠性裝備的要求，數年後的英國軍隊採取了一種更傳統的衝鋒槍，蘭切斯特衝鋒槍。原因是MCEM 2在全自動射擊時所產生的震動這個致命的缺陷始終沒有解決。
MCEM 2採用反沖作用操作，可利用快慢機選擇開放式槍栓的射擊模式的武器。由於槍機是包絡式設計，因此槍管的大部份會包裹在槍機內部。機匣是由钢管製成，手槍握把及扳機組件亦裝在機匣以下。彈匣亦在插入手槍握把內部。安全和射擊模式選擇組件都裝入一個可指向三個方向的快慢機，而快慢機則位於扳機組件前方左側的位置，大拇指可前後推拉動式操作。全槍的材料是大型半剛性型皮套。在機匣組件的後方，亦可裝上一個方便肩射的槍托。

## 外部連結
- （英文）—Modern Firearms—MCEM-2 experimental submachine gun （页面存档备份，存于）
- （英文）—About: MCEM 2 Submachine gun （页面存档备份，存于）
- （英文）—MCEM-2 Experimental
- （英文）—Podsenkowsky MCEM 2 Pistol （页面存档备份，存于）
- （俄文）—Великoбритaния: пистoлет-пулемет МСЕМ 2 - фoтo, oписaние, хaрaктеристики, истoрия  （页面存档备份，存于）